# 澳門特別行政區政府2024年財政年度施政報告
澳門特別行政區政府2024年財政年度施政報告是澳門第5任行政長官賀一誠於2023年11月14日發表的任內最後一份施政報告，如同過去的慣例，於年尾公佈下一年的施政報告。

## 聽取意見和建議
| 日期           | 主要組織 / 成員 / 代表                                                         | 相關資料          |
| -------------- | ------------------------------------------------------------------------------ | ----------------- |
| 2023年9月18日  | 中華全國青年聯合會澳區委員、澳門特別行政區全國人民代表大會代表                 | [ 1 ] [ 2 ]       |
| 2023年9月26日  | 澳區省級政協委員聯誼會、澳門街坊會聯合總會、澳門工會聯合總會及澳門婦女聯合總會 | [ 3 ] [ 4 ] [ 5 ] |
| 2023年9月28日  | 澳門中小企業協進會                                                             | [ 6 ]             |
| 2023年9月28日  | 民眾建澳聯盟                                                                   | [ 7 ]             |
| 2023年9月28日  | 多名澳門經濟學者                                                               | [ 8 ]             |
| 2023年9月29日  | 澳門公務人員聯合總會                                                           | [ 9 ]             |
| 2023年10月10日 | 澳區全國政協委員                                                               | [ 10 ]            |

## 日程
澳門特別行政區政府於2023年11月1日宣佈，澳門特別行政區行政長官賀一誠於2023年11月14日公佈2024年施政報告。
| 日期及時間             | 相關人員 | 事項                                                   |
| ---------------------- | -------- | ------------------------------------------------------ |
| 11月14日 15:00         | 賀一誠   | 2023年度施政重點回顧以及發表《2024年財政年度施政報告》 |
| 11月15日 15:00 - 18:00 | 賀一誠   | 回答議員對施政報告提問                                 |
| 11月20日 15:00 - 24:00 | 張永春   | 行政法務領域施政辯論                                   |
| 11月22日 15:00 - 24:00 | 李偉農   | 經濟財政領域施政辯論                                   |
| 11月24日 15:00 - 24:00 | 黃少澤   | 保安領域施政辯論                                       |
| 11月27日 15:00 - 24:00 | 歐陽瑜   | 社會文化領域施政辯論                                   |
| 11月29日 15:00 - 24:00 | 羅立文   | 運輸工務領域施政辯論                                   |

## 官方資訊
| 公佈日期         | 施政文本/方針 | 備註 |
| ---------------- | --- | ---- |
| 2023年11月14日   | 2024年財政年度施政報告文本 （页面存档备份，存于） |      |
| 2023年11月14日   | 2024年財政年度施政報告重點 （页面存档备份，存于） |      |
| 2023年11月14日   | 2024年財政年度各領域施政重點 （页面存档备份，存于） |      |
| 2023年11月14日   | 2024年財政年度各範疇施政方針概要 （页面存档备份，存于）                                                                                                   |      |
| 2023年11月20日   | 張永春司長引介行政法務司領域的施政方針 （页面存档备份，存于）                                                                                             |      |
| 2023年11月20日   | 行政法務領域2024年財政年度施政方針 （页面存档备份，存于）                                                                                                 |      |
| 2023年11月22日   | 李偉農司長引介經濟財政司領域的施政方針 |      |
| 2023年11月22日   | 經濟財政領域2024年財政年度施政方針 |      |
| 2022年11月24日   | 黃少澤司長引介保安司領域的施政方針 |      |
| 2022年11月24日   | 保安領域2024年財政年度施政方針 |      |
| 2023年11月27日   | 歐陽瑜司長引介社會文化司領域的施政方針 |      |
| 2023年11月27日   | 社會文化領域2024年財政年度施政方針 |      |
| 2023年11月29日   | [ https://www.policyaddress.gov.mo/data/policyAddress/2024/zh-hant/5_2024STOP_header_c.pdf （页面存档备份，存于） 羅立文司長引介運輸工務司領域的施政方針] |      |
| 2023年11月29日   | 運輸工務領域2024年財政年度施政方針 （页面存档备份，存于）                                                                                                 |      |
| 廉政公署及審計署 | 廉政領域2024年財政年度施政方針 （页面存档备份，存于） |      |
| 廉政公署及審計署 | 審計領域2024年財政年度施政方針 （页面存档备份，存于） |      |

## 施政方向

### 總體方向
2024年施政的總體方向是：鞏固復甦，聚力多元，優化民生，提升發展。

### 主要工作目標[13]
2024年，澳門特區政府將與社會各界攜手同心，務實有效維護國家安全。以更大作為落實“1＋4”規劃，保持經濟復甦良好態勢，改善社會民生，提升管治水平，加快推進深合區建設，實現特區各項事業新發展。熱烈慶祝中華人民共和國成立75周年華誕和澳門回歸祖國25周年。

## 施政重點[14]
一、堅定維護國家安全社會穩定
- 完成修改《行政長官選舉法》、《立法會選舉法》、《就職宣誓法》等
- 加強愛國觀念及發展愛國愛澳力量
- 完善智慧警務、加強民防中心防災抗災工作、預防及抗擊違法犯罪活動

二、更大作為促進經濟適度多元
- 深化旅遊跨界融合
- 大力開拓外國客源
- 推動博企發展非博彩元素
- 全面推進舊區活化行動計劃
- 完警營商環境，以協助中小企排憂解難
- 以澳門協和醫院啟用推動“醫療＋旅遊”
- 完善各項金融領域法律法
- 促進“澳門製造”品牌提質發展
- 推動文體旅遊等產業發展

三、切實有效改善居民生活品質
- 現金分享計劃等專民政策繼續延續
- 非強制央積金恢復額外注入7,000元
- 保障本地居民優先就業
- 維持物價穩定
- 落實階梯房屋政策以解決住房問題
- 優化及提升醫療衛生系統及服務
- “照顧者津貼”恆常化，強化社會保障及服務
- 積極參與籌備中華人民共和國第十五屆運動會

四、持續提升治理能力服務水平
- 優化澳門公共服務一戶通功能，推出“商社通”
- 強化及優化政務架構職能
- 加強重點領域立法工作
- 依法完成2024年澳門特別行政區行政長官選舉
- 維護司法獨立公正、加強廉政審計工作

五、加快建設宜居智慧綠色澳門
- 開展外港、北區及氹仔相關區域規劃編製
- 持續推進澳氹第四條跨海大橋、澳門輕軌建設及澳門國際機場填海擴建工程等重大基建
- 推進《海域使用法》立法工作
- 開展增設巴士車資支付機構、的士准照競投與發牌工作
- 加快智慧城市建設

六、加強人才文化教育青年工作
- “1＋4”產業多元發展
- 充實“一基地”內涵
- 優化教育建設、打造“研學＋旅遊”項目
- 增強青年家國情懷

七、高水平推動澳琴一體化建設
- 致力在橫琴粵澳深度合作區成立3周年之際交出滿意問卷
- 加快澳琴規劃銜接和機制對接
- 構建琴澳特色產業發展體系
- 促進澳門國際機場、澳門航空等參與澳琴一體化進程
- 支持及鼓勵澳門居民在深合區就業創業的生活

八、積極主動融入國家發展大局
- 務實做好2024年各項重大慶典活動（包括中華人民共和國國慶75周年及澳門回歸祖國25周年）
- 與粵港兩地攜手高質量共建粵港澳大灣區
- 中葡論壇第六屆部長級會議舉行
- 加強與中國大陸其他省市合作
- 促進與台灣經質文化交流合作
- 發揮“澳門海上絲綢之路”作用
- 助力“一帶一路”建設

## 預算
2023年10月，根據澳門特區政府先行提交至澳門立法會的2024年財政預算案披露，特區政府估算下一年博彩毛收入（俗稱賭收）為2,160億元，以作為編製明年預算案的主要財政收入基礎。特區政府又預計，財政預算收入高於預算開支，公共財政重新錄得盈餘，故無須動用財政儲備填補財政缺口，換高之下一年度不再是赤字預算。預計2024年度一般綜合預算收入 1,071.1億元，一般綜合預算開支 1,059.3億元。政府於理由陳述中指出稱，本澳商業環境和就業市場正持續改善，失業率和通脹率均保持較低水平，經濟復甦前景審慎樂觀，預計有關趨勢下一年度仍會持續。
公務員自2024年1月1日起每一薪俸點由現時的91元澳門幣調升至94元澳門幣。澳門特區政府將繼續實施一系列惠民措施，包括現金分享、醫療補貼計劃、住宅單位電費補貼和持續進修發展計劃等，同時亦繼續實施一系列稅費減免措施。有關預算開支估計金額為30億9,923萬3,000元，央積金將於2024年恢復得到注資。

## 報告及辯論重點

### 《2024年財政年度財政預算案》
根據政府向澳門立法會提交的新一年度《財政預算案》，繼續推行5項惠民措施，包括現金分享計劃、醫療補貼計劃、住宅單位電費補貼計劃、持續進修發展計劃及向澳門居民退回2022年度職業稅60%，上限為$14,000。
其中包括增加教學人員及社服人員津貼或資助，具體如下：教學人員專業發展津貼於2024/2025學校年度由每月3,100元至11,790元；直接津貼於2024/2025學校年度由每月3,100元至6,550元。社服人員方面，受資助社會服務設施每月定期資助中的工作人員開支資助調升3%。政府預計2024年澳門扭轉疫情時期的赤字預算，維持各項惠民措施及稅務減免，包括現金分享永久居民10,000元（澳門幣，下同）、非永久居民6,000元；合資格的居民央積金額外注資7,000元等。

### 施政報告記者會及立法會答問會
- 房屋政策

在行政長官施政報告記者會上，特首賀一誠表示由於經濟房屋申請人比較少，僅收到一千多份申請表，被問會否調整房屋政策時指新城A區不會調整，將按規劃興建約28,000個公共房屋單位及約4,000個私人住宅單位。對於網上傳言指政府迫年青人買經濟房屋、迫長者租長者公寓、迫澳門人買橫琴澳門新街坊，賀一誠作出澄清，指是每個人自己的選擇和意願，他又提及長者公寓申請者已近千。
政府另評估當階段不會產生夾心階層，因此暫不興建夾心房屋，但強調有需求可隨時啟動，形容政府是實事求是。將根據經屋申請個案研究落實偉龍馬路地段夾屋設計方案，強調政府有土地及相關方面規劃，除了未有工程則，其他方面規劃已全部齊備。《夾心房屋法律制度》方面已開展補充法規的草擬工作，將根據經濟房屋的申請個案再研究有關落實下一步工作安排。他強調若果2024年樓市變好、樓價高企，那麼政府就會重啟。
對於2024年元旦起政府推出樓市“減辣”措施，賀一誠指政府是基於目前整體房地產市場的房屋單位供應量充足情況下，經長時間多方面考慮後推出，恢復2010年未實施臨時措施的正常做法，回復市場機制。
議員關注經屋定價問題。特首賀一誠指新城A區五個經屋項目於2023年底完成評標後能得出建築成本，最遲2024年1月公布定價。另有議員關注城規分區工作，賀一誠指外港-1，外港-2，北區-1，氹仔中區-2，四個區的詳規編制工作繼續推進；對於工業分區建設及工廈活化方面，賀一誠指眾多持工廈單位人士均希望改建住宅，但在土地法規範下「土地契約已定出生紙」，不能改變，政府希望若某一區不適合做工業，可能轉做商業。
- 建設“演藝之都”、“體育之城”

在2024財政年度施政報告中提出致力建設“演藝之都”、“體育之城”，行政長官賀一誠表示，自防疫措施放寬後，澳門本地舉辦的各類型大型演藝節目，無論是數量或質量均居鄰近地區之冠，表演場館方面達到國際標準，並獲得觀眾方面良好體驗與正面評價，“演藝之都”正由國家有關部門在作評估，有信心獲得。至於“體育之城”，雖然未作正式評估，但政府未來將做好頂層設計，好讓體育界、文藝界、尤其是休閒企業了解非博彩元素應努力的方向。
- 電子政務

自第五屆特區政府建立以來，特區政府大力發展電子政務，其中澳門公共服務一戶通已提供300多項服務，另計劃在2024年推出“商事通”，擴展便民便商電子服務，便利商企及社團，避免重覆提交文件，擬日後推展至工務部門範疇。
- 國家安全

特區政府宣傳推廣《維護國家安全法》是一項重要的工作，澳門一直擁有愛國愛澳的優良傳統和良好基礎，強調愛國教育是每一個國家的公民義務；至於人才引進方面，特首賀一誠表示於2023年11月13日公佈的文化體育及其他產業優秀人才計劃和高級專業人才計劃中，政府將葡萄牙語作為重點計分項目，是希望藉以吸引更多葡萄牙人才來澳支持澳門本地建設。
施政報告提出牢牢守住「澳門不能亂」的底線，賀一誠指出外國勢力不會放棄澳門，必然攻擊澳門，不想「一國兩制」成功。同時提出於2024年貫徹落實新修訂的《維護國家安全法》關於宣誓的規定，進一步完善落實「愛國者治澳」原則的法律機制，完成《行政長官選舉法》和《立法會選舉法》的修改工作，修改《就職宣誓法》及相關法規。
- 離島醫療綜合體

離島醫療綜合體北京協和醫院澳門醫學中心按計劃在2023年12月下旬試運，特首賀一誠證實期間暫不提供急診服務。稍後當局會公布首階段、試業的安排。由於是試業的醫院，不應該馬上開設急診，這是常理、正常的。
- 人口老化問題

有議員關注政府會否考慮為長者再就業推出稅務優惠等措施。特首賀一誠指隨出生率下降因素影響，長者比例亦隨之增加，至2023下半年澳門老年人口比例為13.3%。在相關政策方面，推出長者公寓並調升長者僱員職業稅免稅額以鼓勵長者就業。
- 同性婚姻

至於同性婚姻方面暫時未有就允許同性婚姻方面進行修法，相信有關的修法仍需待社會達成共識才能進行。
- 勉勵中小企轉型升級

特首賀一誠指以北區因缺乏名勝古蹟，難以吸引遊客到區內消費，而當區居民願意前往鄰近的廣東省珠海市消費。澳門工商界及中華總商會正就此作出探究及提出可行性的建議，屆時政府會將報告交相關部門研究，制定扶持政策，並勉勵中小企要有轉型升級的衝勁，相信共同努力可以達致均衡發展。
- “1＋4”規劃

行政長官賀一誠表示，有信心完成《橫琴粵澳深度合作區建設總體方案》的第一階段目標，根據，國家發展和改革委員會公佈《橫琴粵澳深度合作區鼓勵類產業目錄》共有185個指導性發展項目是圍繞澳門四大產業的發展，特區政府經濟適度多元發展規劃之所以在2023年才公佈，就是要與發改委的產業指導意見相吻合，“1+4”的“1”不能引入橫琴，至於“4”如會展業、高科技產業、醫藥產業這些都是兩地互通的，即按照澳門定位發展橫琴產業，達至共同發展。
自於採取“1+4”經濟適度多元發展規劃，是改變澳門經濟以博彩業一業獨大的情況，2024年將是開局之年，各司範疇屬下部門將按照發展規劃的各項要求陸續展開工作。在2022年完成了娛樂場幸運博彩經營批給的工作，確定了非博彩元素的比例，奠定了“1+4”的發展基礎，特區政府要求六大綜合度假休閒企業增加非博彩元素，六間企業均於2023年均按照承諾兌現，未來將按部就班推進相關工作。
- 中小企經營問題

過去三年疫情下的施政報告均有針對中小企加推經援措施，但下一年度報告只提出將現有扶持措施延伸至2024年下旬，包括暫停還本、延長還款期等。行政長官賀一誠承認，當前部份尤北區的中小企經營環境不佳，居民北上、旅客不來，已透露讓中總等工商界提可行建議，扶持中小企。
議員崔世平提問是否派發一次性獎勵金（消費卡）振興民生區一帶經濟？特首賀一誠指政府已推動非博彩元素和片區開發，但並非一日馬上見效，需時發展，才能帶動中小企。至於消費卡方面，賀一誠坦言沒有能力，若再發放，2024年政府將會出現赤字預算，故此為配合預算平衡才恢復7,000元額外注資。
- 競逐連任行政長官問題

有記者問及特首賀一誠是否連任，賀一誠回應時指：「關於行政長官選舉，我現在還未有一個正式決定，對此沒特別回應。」被問及當年選舉承諾的落實情況，賀回應現時的治理水平與當年選舉時有很大改變。提出回顧「澳門公共服務一戶通」的變化，他表示「一戶通」現時提供的服務已經多於中國大陸，基本上提供無需親身前往政府部門辦事的功能。
- 開拓國際客源

行政長官賀一誠表示，特區政府會加大力度開拓外國客源市場，大方向是以慶祝澳門特區成立25周年為契機，推出涵蓋機票、跨境交通、酒店住宿配套優惠，吸引更多國際旅客來澳，並且繼續增加本澳會議展覽、娛樂表演等非博彩元素項目，待相關部門與當地旅行業界探討之後才具體落實。除了在海內外展開宣傳澳門旅遊市場，亦希望澳門航空增設寬體客機以拓展遠程航線。
- 輕軌配套接駁

委任議員邱庭彪問到政府有何新配套交通措施，以加強輕軌接駁機能及使用率。特首賀一誠回應指，輕軌並不在住宅區域，將以「巴士加輕軌」作為主要接駁功能，如在2023年12月開通的媽閣站將設有巴士接駁系統，方便市民和旅客前往出入境口岸或主要旅遊景點；至於輕軌東線站點周邊將設東北大馬路空中走廊連接至東北區內的住宅群。賀一誠指正在爭取中央批准用地，將輕軌延伸到青茂口岸。若兩個口岸全部連通，就可利用輕軌乘載兩口岸較大的人流，以及附近居民都可以利用輕軌到橫琴島、石排灣公屋群和氹仔島等地。

## 成果及效益

### 修改《維護國家安全法》
2023年5月18日，澳門立法會全票通過新版《國安法》。特首賀一誠先於2021年提出，2022年8月下旬開展公開咨詢，同年11月正式出台。
2023年5月30日，修改《維護國家安全法》正式生效，現行的國家安全法主要涉及七種罪行，包括叛國、分裂、顛覆、盜竊國家機密和與外國人勾結，最高可判處25年監禁。修正案將分裂罪擴大到非暴力行為，而顛覆罪現在包括反對中央人民政府的權力和權力意識形態的行為。對 "外國政治組織或團體 "的限制已擴大到在澳門以外地區活動的組織，包括非政治性社團。

### 《澳門特區經濟適度多元發展規劃（2024-2028年）》
2023年11月1日，澳門特別行政區政府正式公佈《澳門特別行政區經濟適度多元發展規劃（2024-2028年）》。全面對接國家“十四五”規劃、《粵港澳大灣區發展規劃綱要》的基礎上，特區政府以“二五”規劃和“1+4”經濟適度多元發展策略為依據，引導社會投資方向及居民發展方向，從政策、人力、財力等方面多管齊下，聚力攻堅，積極促進發展新的產業，培育新的經濟增長點，鞏固和提升傳統優勢產業，進一步增強產業之間的協同發展效應，切實增強澳門經濟的發展動能和綜合實力，加快推動澳門經濟適度多元、可持續和高質量發展。

### 2023年施政總結[48][49]
一、維護國安有效落實
- 修改《維護國家安全法》正式生效
- 落實“愛國者治澳”原則
- 完成《民防總規劃》修改工作

二、經濟持續復甦向好
- 2023年首八個月較2022年入境旅客同比增長3.6倍，留宿旅客同比增加5.2倍
- 2023年6月至8月本地居民失業率回落至3.1%，就業不足率回落至2.3%
- 截至2023年10月預算超過1億澳門元的已完工及在建工程達51項
- 籌備及啟動六個歷史文化片區活化工作

三、適度多元加快推進
- 編制並公佈《澳門特別行政區經濟適度多元發展規劃》
- 促進旅遊跨界融合
- 構建“澳門特色的中成藥審評體系”
- 推出“科技企業認證計劃”
- 提升“澳門製造”品牌形象及知名度

四、民生工作不斷優化
- 舉辦“帶津培訓課程”達318期
- 推出5,415個經濟房屋單位，《夾心房屋法律制度》獲立法會通過，東北大馬路長者公寓正式開放申請
- 擴大“照顧者津貼先導計劃”範圍
- 衛生局公共衛生專科大樓啟用，澳門協和醫院分階段投入使用。
- 建設產學研示範基地
- 設立“一國兩制”研習基地
- 加快“一基地”建設，做好文化保育及傳承。
- 開展中華人民共和國第十五屆運動會澳門賽區籌備工作

五、行政改革逐步深化
- 澳門公共服務一戶通已有54.1萬人登記
- 至2023年9月，已有超過26.7萬人綁定“電子身份”
- 基本完成“商社通”開發
- 完成共26個公共部門及實體重組
- 《公共資本企業法律制度》正式生效

六、城市建設有效推進
- 開展各分區規劃編製工作
- 推進澳氹第四條跨海大橋興建，大橋澳門口岸跨境貨物轉運站和澳門大學連接橫琴口岸通道橋已啟用
- 媽閣站延線於2023年12月開通，石排灣線、橫琴線主體工程於2023年完成
- 推出“電動車推廣計劃”及第二階段“淘汰老舊摩托車並置換新電動摩托車資助計劃”
- 開展蓮峰球場興建都市運動公園圖則編製工作

七、深合區取得新進展
- “四新”產業同比增長29.9%
- 深合區各重大政策法規出台
- 橫琴口岸二期永久客貨車道局部啟用，實施“合作查驗、一次放行”創新通關模式
- 澳門新街坊項目於2023年8月落成並開放示範單位

八：融入國家發展大局
- “澳車北上”政策實施及優化，實現中澳“駕照互認”，“粵澳社保一窗通”（橫琴專窗）正式啟用
- 參與支援江西省鄉村振興工作
- 中葡論壇成立二十周年慶祝活動
- 訪歐洲三國推動及參與友好城市或國家參與“一帶一路”建設

## 社會反應

### 正式公佈前
直選議員黃潔貞建議政府參考香港特區政府推出鼓勵生育政策，加大市民生育誘因，從而增加出生率。澳門的出生率偏低主要成因主要為經濟及住房問題。如政府從經濟或房屋需求、改善生活環境等作為誘因，期望藉此可提升出生率。建議政府調升出生津貼，亦可以仿效香港將相關津貼變成一次性的鼓勵生育津貼，有別於現有社保基金中恆常性，需要供社保的人士才可以獲得出生津貼。此外，在房屋政策上，新一輪經屋申請已經是使用家庭成員進行計算排序方式，如果家庭成員多或幼兒較多的話，分數已排在前列，而參考香港推出的生育政策，認為澳門也可以在將來再調整相關計分時，會否能在年齡更小的兒童或某些特定時間出生的新生嬰兒可以獲得分數疊加，從而提升市民生育意願。
在新一年度施政報告發佈前，有社團通過問卷展開意見調查，結果發現超過一半的市民最關注是物價，希望政府關注物價變動，推出平抑物價措施。

### 立法會議員
多位議員關注勞動法何時修法，如何應對少子化、人口老化等議題。其中間選議員何潤生認為，惠及不同階層居民，就提升澳門整體競爭力及融入國家發展大局釐定了具體的部署，有助提振廣大居民及企業的信心。直選議員李靜儀關注中高齡或弱勢人士仍面對就業問題，主張要推出鼓勵僱主聘用的專項計劃，並啟動勞動相關法律的檢討，包括欠薪追討或債權墊支的機制、職安健法律制度。直選議員黃潔貞推出更多具體措施，以構建良好的生育環境。直選議員李振宇冀政府盡快啟動勞動修法規劃。直選議員梁鴻細關注生育率下降的問題，倡議當局採取針對性的鼓勵措施，重振居民的生育意願。另一直選議員顏奕恆關注青年發展和就業問題，期望為本地青年人創造更多就業職位和發展機遇，以及持續提升青少年綜合競爭力，提供更多向上流動機會。

## 施政總結
2024年8月，第五屆政府行政長官賀一誠宣佈以個人原因為由不競逐連任，並於同年11月19日發表施政總結。宣佈於2025年特區政府會繼續多項補貼及注資，包括延續現金分享計劃、向首次合資格的公積金個人帳戶注資等。

## 外部連結
- 行政長官辦公室網站 （页面存档备份，存于）
- 施政報告專題網站 （页面存档备份，存于）
- 行政長官辦公室專屬Youtube頻道 （页面存档备份，存于）